# تيموثي قود
تيموثي قود (بالإنجليزية: Timothy Good)‏ هو باحث ومؤلف بريطاني، ولد في 28 يوليو 1942 في لندن في المملكة المتحدة.

## وصلات خارجية
- تيموثي قود على موقع IMDb (الإنجليزية)